# Xiphiagrion
Xiphiagrion is een geslacht van libellen (Odonata) uit de familie van de waterjuffers (Coenagrionidae).

## Soorten
Xiphiagrion omvat 2 soorten:
- Xiphiagrion cyanomelas Selys, 1876
- Xiphiagrion truncatum Lieftinck, 1949